# Hibbertia serpyllifolia
Hibbertia serpyllifolia är en tvåhjärtbladig växtart som beskrevs av Robert Brown och Dc. Hibbertia serpyllifolia ingår i släktet Hibbertia och familjen Dilleniaceae. Inga underarter finns listade i Catalogue of Life.